# Revoluce (seriál)
Revoluce (v anglickém originále Revolution) je americký postapokalyptický televizní seriál, který byl vysílán v letech 2012–2014 na americké televizní stanici NBC. Premiéra úvodního dílu 17. září 2012 měla v USA sledovanost 11,65 miliónu diváků. V Česku byl vysílán na televizní stanici Fanda.
První ucelené informace se fanoušci dozvěděli (zároveň s promítnutím pilotní epizody) na známém setkání Comic-Con v San Diegu v červenci 2012, kde o seriálu promluvil tvůrce Eric Kripke.
Děj se odehrává 15 let po globální katastrofě, při které došlo po celém světě ke ztrátě elektrické energie. Byly narušeny fyzikální zákony a veškerá technologie přestala fungovat. Svět je ovládán několika frakcemi, které mezi sebou bojují o nadvládu.

## Hlavní role
- Billy Burke – Miles Matheson
- Tracy Spiridakos – Charlotte „Charlie“ Matheson
- Elizabeth Mitchell – Rachel Matheson
- Zak Orth – Aaron Pittman
- Giancarlo Esposito – kapitán Tom Neville
- David Lyons – Sebastian 'Bass' Monroe
- Mark Pellegrino – Jeremy

## Řady a díly
| Řada | Díly | Premiéra v USA | Premiéra v USA  | Premiéra v ČR   | Premiéra v ČR   |
| Řada | Díly | První díl      | Poslední díl    | První díl       | Poslední díl    |
| ---- | ---- | -------------- | --------------- | --------------- | --------------- |
| 1    | 20   | 17. září 2012  | 3. června 2013  | 25. ledna 2014  | 30. března 2014 |
| 2    | 22   | 25. září 2013  | 21. května 2014 | 21. června 2015 | 13. září 2015   |